# Quercus gussonei
Quercus gussonei — вид рослин з родини букових (Fagaceae), ендемік Сицилії.

## Середовище проживання
Ендемік північної Сицилії.